# Quercus rugosa
Quercus rugosa és un tipus de roure que pertany a la família de les fagàcies i està dins de la secció dels roures blancs.

## Descripció
Quercus rugosa és un arbre perennifoli o caducifoli de 3 a 8 m; 10 a 20 m (fins a 30 m) d'alçada, amb un diàmetre a l'altura del pit de 30 a 50 cm (fins a 1,2 m). La capçada és àmplia i arrodonida que proporciona una ombra densa. Les fulles són ovades a el·líptiques-obovades o quasi suborbicular, de (4) 8 a 15 (20) cm de llarg, per 2 (3) a 8 (13) cm d'amplada, al madurar suaument engrosades i rígides, notablement còncaves per l'envés, molt rugoses; feix llustrós i glabre, envés de color marbre o rogenc.
El tronc té un diàmetre de 10 a 80 cm o més. Les branques fan de 3 a 6 mmm de gruix, tomentoses al principi, després quasi glabres de color cafè grisenc.
Els aments masculins fan de 3 a 7 cm de llarg amb moltes flors, tomentosos, periantosèssils i les flors femenines de 5 a 30, distribuïdes al llarg d'un peduncle llarg, prim i pubescent.
Les glans poden ser solitàries o formades en grups de 2 a 3 (5), allargassades i ovoides que fan de (8) 15 a 25 (30) mm de llarg i (5) 8 a 12 (15) mm de diàmetre, una tercera part o la meitat de la gla està coberta per una cúpula hemisfèrica i amb escames cafè-pubescents.
Quercus rugosa" té un sistema radical profund.
Sexualitat: monoica.

## Distribució
Quercus rugosa s'estén des de l'oest de Texas i sud d'Arizona (EUA), i a Mèxic està àmpliament distribuït a les regions muntanyenques dels estats mexicans de Sonora, Coahuila, Veracruz a Chiapas, però és particularment abundant al centre de Mèxic, en forma d'extensos boscos. Hi creix a una altitud de (1100) 1800 a 2800 (3050) m.

## Hàbitat
Quercus rugosa prospera en vessants de turons, barrancs i rieres humides, en terrenys plans i en llocs secs o molt humits. Al pedregar n'ocupa àrees que formen lleugeres depressions o porcions més o menys horitzontals. Es desenvolupa en climes temperats freds i semifreds. La temperatura mitjana anual és de 12 a 13 °C i una precipitació de 1540-1619 ml anuals, al pedregar. Es troba en sòls poc profunds o profunds, en poques ocasions rocosos i pedregosos. Els sòls són: vermellós-sorrenc, blanc calcari, superficial marró i profund, roca basàltica, engruna sorrenca, roques volcàniques, primes-àcides, secs o humits.

## Taxonomia
Quercus rugosa va ser descrita per Luis Née i publicat a Anales de Ciencias Naturales 3(9): 275. 1801.
Etimologia
Quercus: nom genèric del llatí que designava igualment el roure i l'alzina.
rugosa: epítet llatí que significa "rugosa".
Sinonímia
- Quercus ariifolia Trel.
- Quercus conglomerata Trel.
- Quercus decipiens M.Martens & Galeotti
- Quercus diversicolor Trel.
- Quercus diversicolor var. mearnsii Trel.
- Quercus diversicolor var. socorronis Trel.
- Quercus dugesii (Trel.) A.Nelson
- Quercus durangensis Trel.
- Quercus innuncupata Trel.
- Quercus macrophylla var. rugosa (Née) Wenz.
- Quercus purpusii Trel.
- Quercus reticulata Bonpl.
- Quercus reticulata f. applanata (Trel.) A.Camus
- Quercus reticulata f. concava (Trel.) A.Camus
- Quercus reticulata var. conglomerata (Trel.) A.Camus
- Quercus reticulata f. crenata (Trel.) A.Camus
- Quercus reticulata f. dugesii Trel.
- Quercus reticulata f. longa Trel.
- Quercus reticulata subsp. rhodophlebia (Trel.) A.Camus
- Quercus reticulata var. squarrosa Trel.
- Quercus rhodophlebia Trel.
- Quercus rhodophlebia f. applanata Trel.
- Quercus rhodophlebia f. concava Trel.
- Quercus rhodophlebia f. crenata Trel.
- Quercus suchiensis E.F.Warb.
- Quercus uhdeana Trel.
- Quercus vellifera Trel.[3][4]